# Bourgondiërs
De Bourgondiërs, Boergondiërs of Bourgonden (Latijn: Burgundii of Burgundiones; Grieks: Βουργούντες, Bourgoúntes; Fries: Boergonden; Duits: Burgunden of Burgunder; Frans: Burgondes) waren een Oost-Germaans volk dat oorspronkelijk in Scandinavië woonachtig was, waar zij Bornholm (Burgundarholm) bevolkten. Rond het begin van de 1e eeuw leefden zij in het westen van het huidige Polen. Tijdens de volksverhuizingen vestigden zij zich in het gebied dat tegenwoordig hun naam draagt, Bourgondië. Vanaf hun onderwerping door de Franken in 534 zouden ze zich met dezen assimileren.

## Geschiedenis

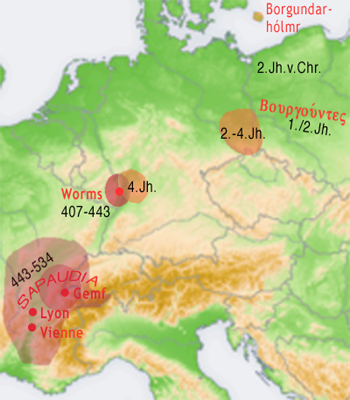
Bourgondische woongebieden gedurende hun 'volksverhuizing' van Bornholm naar Sapaudia.

Aan het begin van de 1e eeuw arriveerden de Bourgondiërs aan de benedenloop van de Weichsel. Daar waren zij voortdurend betrokken in conflicten met de omwonende Goten, Vandalen en Semnonen. Vanaf 150 vertrok een klein deel van de Bourgondiërs naar het westen en omstreeks 250 verschenen zij aan de bovenloop van de Main. Hier raakten zij slaags met de Alemannen die het onderspit dolven. 

### Invallen in het Romeinse Rijk
Gebruik makend van de chaotische toestand aan de grenzen van het Romeinse Rijk, die het gevolg waren van grote interne problemen, voerden de Bourgondiërs vanaf 260 (evenals hun buurvolk de Alemannen) voor het eerst plundertochten uit op Romeinse bodem tot in de provincie Gallië. Het herstel van de Romeinse macht door de Gallische keizer Postumus in 262 maakte een voorlopig einde aan die invallen. Toen de grenzen na 276 opnieuw zwak verdedigd werden, drongen de Bourgondiërs wederom Gallië binnen. Ditmaal maakte keizer Probus een einde aan de invallen. Hij trok ten strijde tegen de oorlogszuchtige Germaanse volken en omstreeks 280 was de Rijngrens weer hersteld. In de winter van 287/288 vielen de Romeinen het gebied van de Bourgondiërs binnen om deze van nieuwe invallen te weerhouden.
Aan het einde van de 3e eeuw was de rust aan de Rijngrens zodanig hersteld dat de Bourgondiërs geen invallen meer waagden. Zij namen in 290 een deel van het Alemaans gebied in bezit en vestigden zich hier. Een tiental jaren later sloten de Romeinen een verdrag met hen. Ze traden toe in de Romeinse legers en gedurende de 4e eeuw lieten de Bourgondiërs zich kennen als trouwe bondgenoten. In tegenstelling tot de Alemannen en Franken steunden zij de wettige keizers en namen zij Romeinse bestuursvormen over. In de 5de eeuw stichtten zij een staatsvorm aan de Midden-Rijn en in Oost-Gallië die door de Romeinen in zijn expansie geblokkeerd en  door de Hunnen in 436 vernietigd werd.

### Het koninkrijk Bourgondië

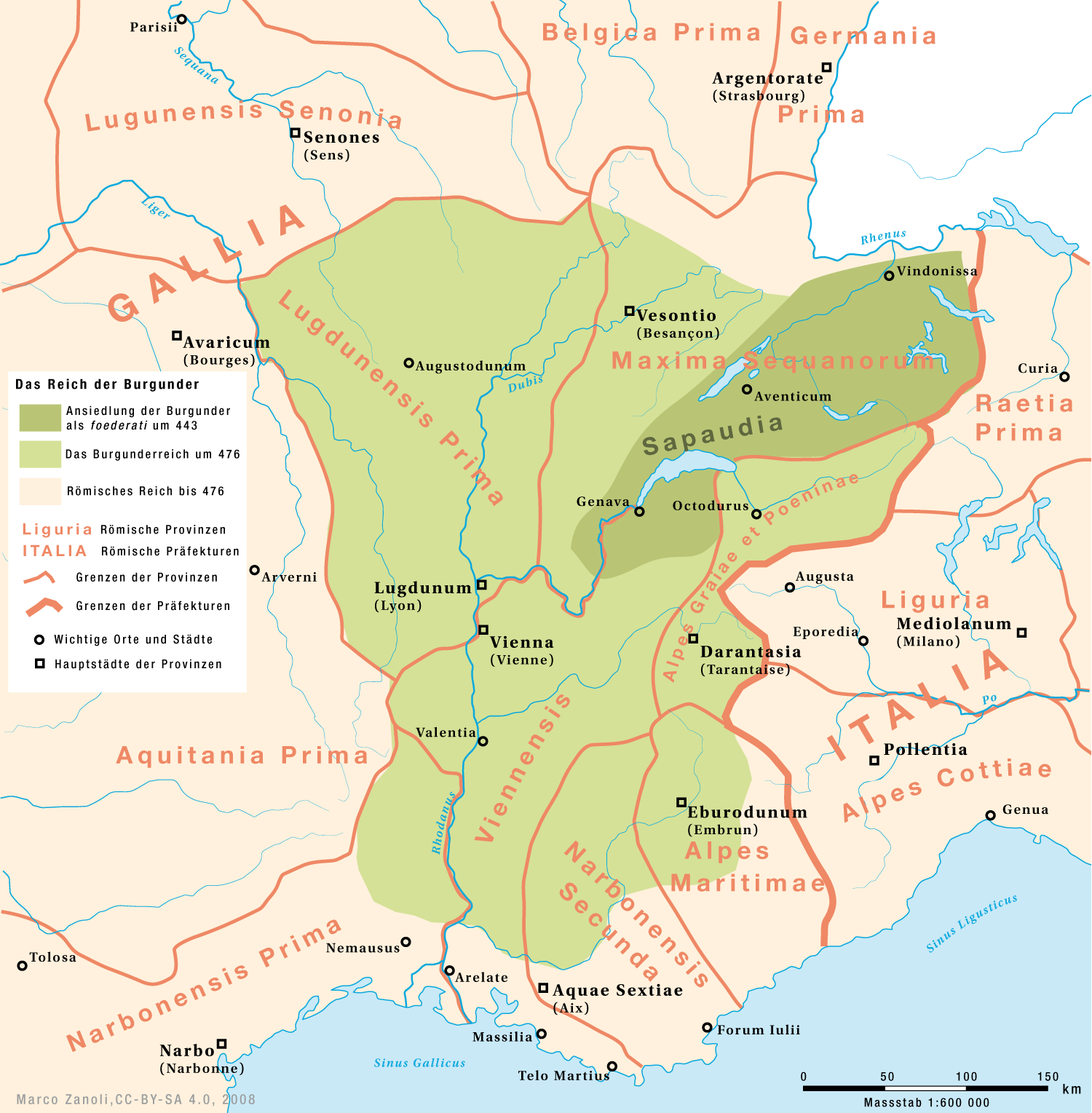
Het Bourgondische Rijk 443-532

Begin 5e eeuw haperde de Romeinse grensverdediging en konden barbaarse volken bij de Rijnoversteek Gallië binnendringen, ook de Bourgonden drongen het rijk binnen. Een  opstand van het leger in Britannia veroorzaakte nog meer chaos, waardoor het Romeins gezag verzwakte. Tijdens de burgeroorlog steunden de Bourgonden de tegenkeizers Constantijn III en Jovinus en konden zich hierdoor vestigden aan de Midden-Rijn in de provincie Germania Secunda. 
In 413 sloten de Bourgonden een nieuw verdrag met de Romeinen en kregen ze de status van foederati. In ruil voor militaire bijstand mochten zij het eerder toebedeeld Romeins gebied en steden  behouden. Deze status bracht hen in een moeilijk pakket tijdens de Frankische opstand in 419 en mogelijk opnieuw in 432. Desalniettemin lieten de Bourgonden zich ook niet onbetuigd door in 435 zelf in opstand te komen. Zij werden vernietigend verslagen in 436, waarbij hun koning Gundohar en een groot deel van de strijdende elite sneuvelde. Hierdoor was de Bourgondische macht in het Midden-Rijngebied gebroken en trok het overlevende deel van het volk via de Bourgondische Poort verder Gallië in. Deze gebeurtenissen worden (circa 1230) beschreven in het Nibelungenlied.
Omstreeks 440 kregen de Bourgondiërs opnieuw de status van foederati, nu aan de Midden-Rhône bij  Genève, maar het Romeinse gezag stelde in werkelijkheid weinig meer voor en de Bourgondiërs waren de facto de enige die hun territorium bestuurden. Van hieruit breidden ze hun territorium langzaam verder uit tot Bazel in het noorden, en Avignon in het zuiden. Ook verdreven zij de Alemannen uit Langres. Ze drongen in 481 naar het zuiden langs de Saône en Rhône tot de Middellandse Zee en verspreidden zich omstreeks 485 in Champagne.

### Einde aan de zelfstandigheid
Na 500 kregen de Bourgondiërs te maken met de goed georganiseerde machtsexpansie van de Frankische Merovingische koningen. Uiteindelijk werden ze door de Franken verslagen en in 534 werden ze ingelijfd bij het Frankische rijk. De oorspronkelijke Bourgondiërs gingen op in de omringende Gallo-Romeinse bevolking, maar ze gaven hun naam aan het gebied dat ten slotte de kern werd van het hertogdom Bourgondië, dat in de late middeleeuwen nog een belangrijke zelfstandige rol zou spelen. Hun moderne bestuursvormen en wetgeving werden vanwege de doelmatigheid door de Franken gehandhaafd.

## Taal
De Bourgondiërs spraken het Bourgondisch, een uitgestorven Oost-Germaanse taal, verwant aan het Gotisch, waarvan nooit geschriften zijn gevonden in tegenstelling tot het Gotisch dat de oudste Germaanse taalvormen overleverde.
Alemannen · Ambivarieten · Ambronen · Ampsivaren · Angelen · Angrivariërs · Asdingen · Baemi · Bajuwaren · Bastarnen · Bataven · Bourgondiërs · Bructeren · Cananefaten · Chamaven · Chasuarii · Chatten · Chattuarii · Chauken · Cherusken · Cimbren · Cugerni · Dulgubnii · Fosi · Franken · Frisii · Gepiden · Goten · Harii · Helisiërs · Hermunduren · Herulen · Juten · Lakringen · Lemoviërs · Longobarden · Lugiërs · Manimiërs · Marcomannen · Marobudui · Marsi · Mattiakken · Naharvalen · Nemeten · Nerviërs · Ostrogoten · Quaden · Rugiërs · Saksen · Semnonen · Silingen · Sitones · Skiren · Sueben · Sugambren · Suiones · Tencteren · Teutonen · Toxandriërs · Triboken · Tubanten · Tudri · Tungri · Ubiërs · Usipeten · Vandalen · Vangionen · Visigoten · Volcae · Warnen
Germani cisrhenani:
Caerosi · Condrusi · Eburonen · Paemani · Segni
Stamverenigingen:
Herminones · Ingvaeones · Istvaeones